# Peder Kongshaug
Peder Fejerskov Kongshaug (ur. 13 sierpnia 2001) – norweski łyżwiarz szybki, mistrz olimpijski i czterokrotny medalista mistrzostw świata.
Mieszka w Stavanger.

## Wyniki

### Igrzyska olimpijskie
| Rok  | Gospodarz | 1500 m | bieg masowy | bieg drużynowy |
| ---- | --------- | ------ | ----------- | -------------- |
| 2022 | Pekin     | 4      | 28          | 01 !           |

### Mistrzostwa świata na dystansach
| Rok  | Gospodarz  | 1000 m | 5000 m |
| ---- | ---------- | ------ | ------ |
| 2021 | Heerenveen | 14     | 18     |

### Mistrzostwa Europy
| Rok  | Gospodarz  | 1000 m | bieg masowy | wielobój |
| ---- | ---------- | ------ | ----------- | -------- |
| 2021 | Heerenveen | —      | —           | 14       |
| 2022 | Heerenveen | 7      | 17          | —        |

### Mistrzostwa świata juniorów
| Rok  | Gospodarz       | wielobój |
| ---- | --------------- | -------- |
| 2019 | Baselga di Pinè | 20       |